# Taïfa de Murcie
XIe siècle – 1091
1145–1171
1223–1300/1305
Entités précédentes :
- Califat de Cordoue
- Almoravides (1141)
- Almohades (1223)

Entités suivantes :
- Almoravides (1091)
- Almohades (1223)
- Royaume de Murcie (couronne de Castille) (1300)
- Royaume de Valence (1305)

Le taïfa de Murcie est un État musulman (taïfa), indépendant d'Al-Andalus, situé dans le Levant espagnol, aux 11e-13e siècle, et dont le territoire fut partagé entre la Couronne de Castille (sous le nom de Royaume de Murcie) et la Couronne d'Aragon (qui l'intégra au royaume de Valence) à la suite de la Reconquête.

## Histoire

### Domination musulmane
En 713, deux ans seulement après l'invasion arabe de la Péninsule, l'émir Abd al Aziz occupa la province de Carthagène. Le comte Théodomir, qui était gouverneur de la province, signa une capitulation favorable. Il obtint une certaine autonomie en échange du paiement d'un tribut par les habitants de la zone. Ce pacte incluait sept cités : Orihuela, Alicante, Begastri (Cehegín), Mula, Lorca, Elche et Eio.
L'instabilité de l'émirat de Cordoue (entre 754 et 929) et les nombreux conflits sociaux entre Arabes et Wisigoths provoquèrent la destruction de Eio, mais aussi la fondation par l'émir de Cordoue Abd al-Rahman II de la cité de Mursiya (l'actuelle Murcie), en avril 825 ; elle fut la dernière des grandes cités de la région de Murcie à être fondée.
Durant l'époque pacifique du califat de Cordoue, entre 929 et 1031, la nouvelle cité de Mursiya croît, prospère et arrive à être importante dans le califat. Cette époque florissante a été freinée lors de la période des taïfas, qui a été une période d'actions belliqueuses, et les émirs vont se succéder à la direction de la région. En 1088 une troupe commandée par Álvar Fáñez, le lieutenant du Cid, s'appropria la forteresse de Aledo et saccagea la zone.
Lorsque les Almoravides eurent réussi l'unification d'Al-Andalus (à Murcie depuis 1091), surgissent les seconds royaumes de taïfas. À cette époque, Murcie a obtenu une grande hégémonie grâce à Muhammad ibn Mardanis, le Roi Loup, qui a maintenu des relations amicales avec le royaume de Castille et a organisé la résistance contre les Almohades entre 1147 et 1172. Durant l'émirat du roi Loup, Murcie atteint une splendeur immense, au point que sa monnaie devint une référence dans toute l'Europe. La prospérité de la cité était basée sur l'agriculture; profitant de la rivière Segura, on créa un réseau hydraulique complexe (canaux d'irrigation, canalisations, barrages, norias, aqueducs) ; ce système était le précurseur du système actuel d'irrigation de la huerta du Segura. L'artisanat également était très important et avait un grand prestige, de sorte que la céramique murcienne s'exportait dans les républiques italiennes. À tout cela, il faut ajouter les nombreux lieux de loisir et de culture que l'on a créés, marques de cette splendide étape de l'émirat de Murcie, qui fut capitale d'Al-Andalus durant un temps.
C'est approximativement à cette époque qu'apparaît à Murcie l'élevage du ver à soie, la fabrication du papier, et également une espèce de vermicelles, appelés aletría.

À l'époque des troisièmes royaumes de taïfas (1228 -1266), Ibn Hud se rendit indépendant, convertissant à nouveau Murcie en capitale d'Al-Andalus. C'est alors que commença la période pendant laquelle la culture de Murcie arriva à son développement le plus grand, en contraste avec son instabilité politique, qui s'est renforcée après la mort de Ibn Hud en 1238.

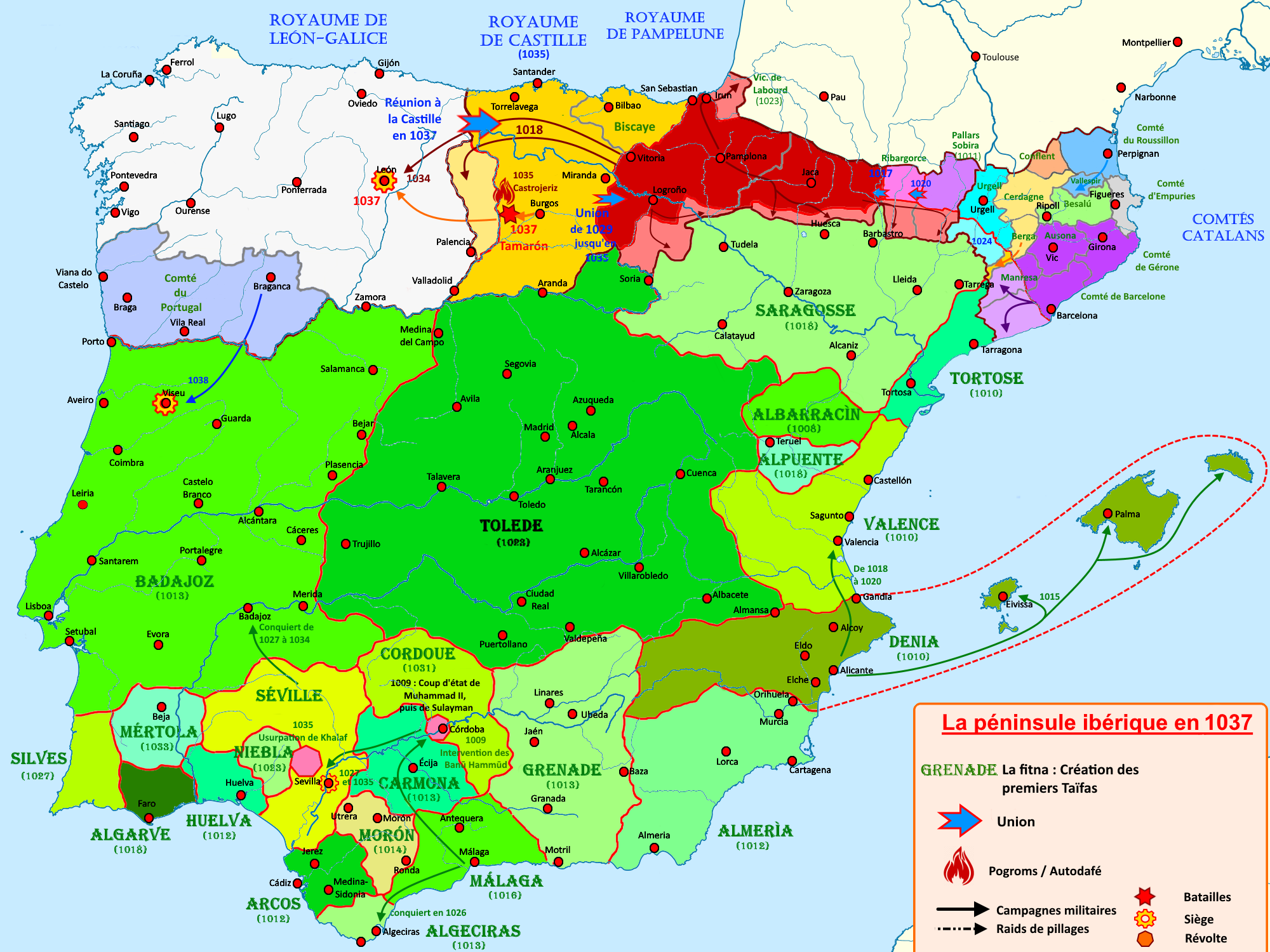
Taïfa de Murcie en 1037
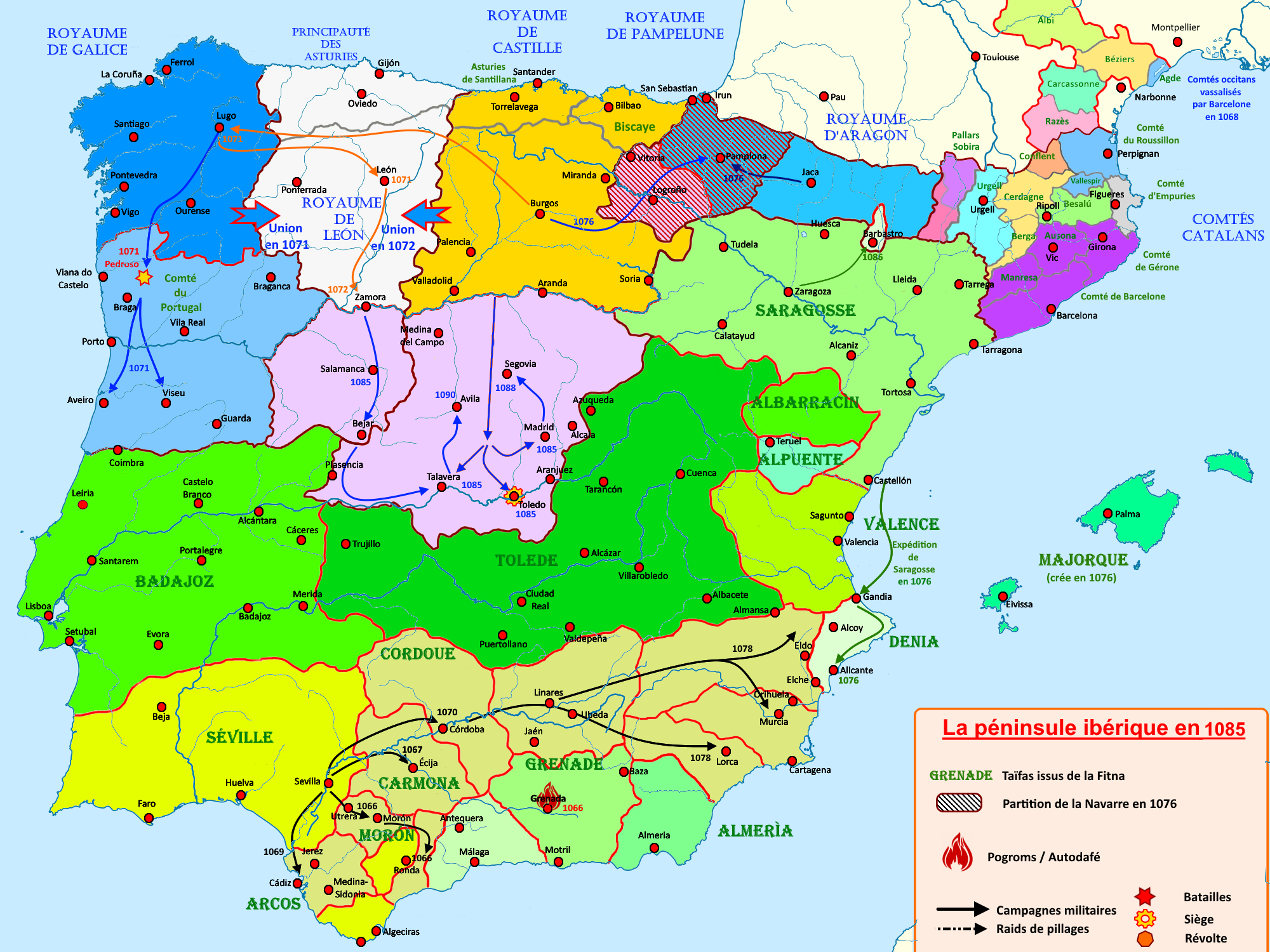
Conquête de la Murcie par Séville en 1085
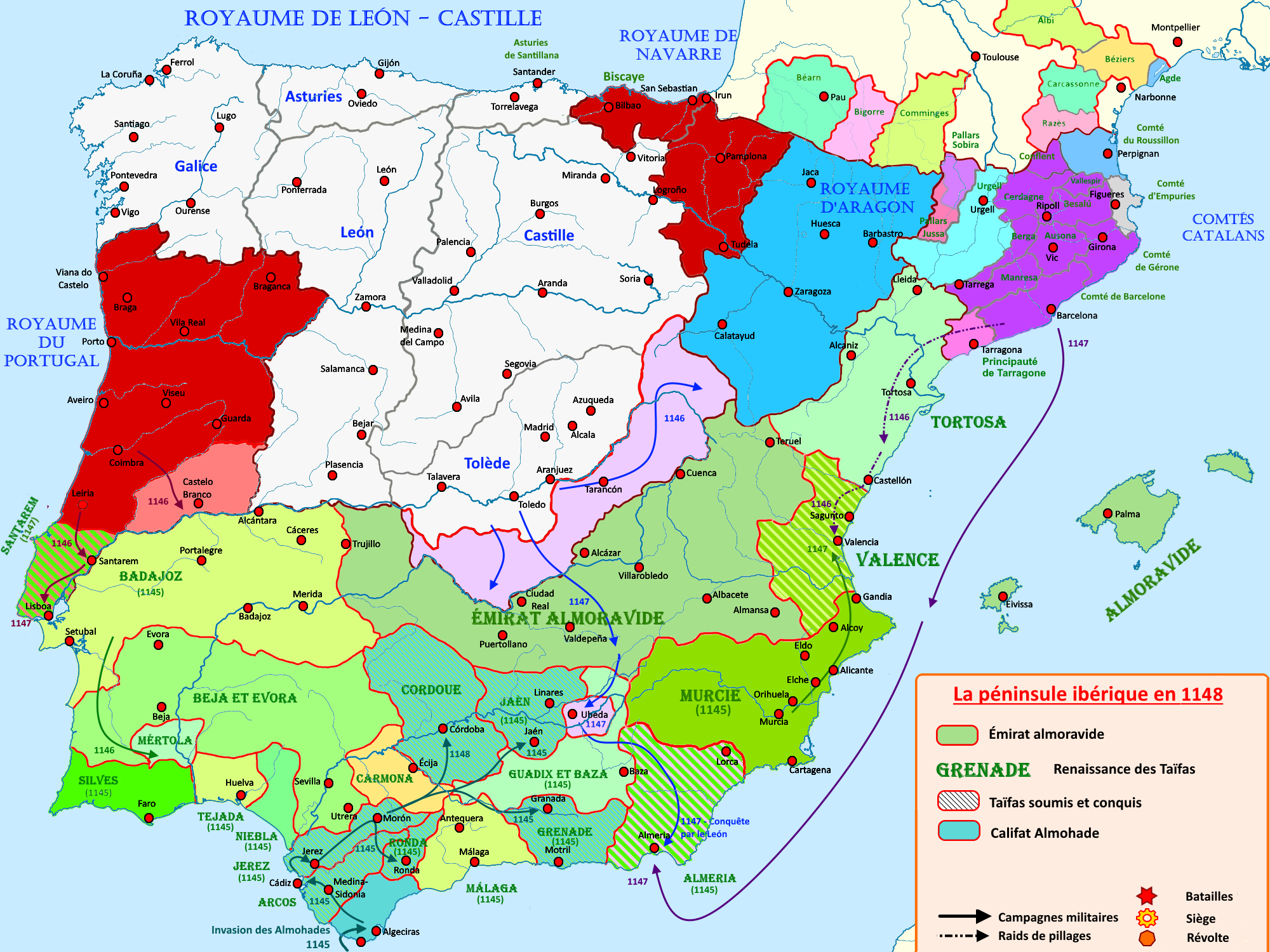
Renaissance de la Taïfa de Murcie en 1145
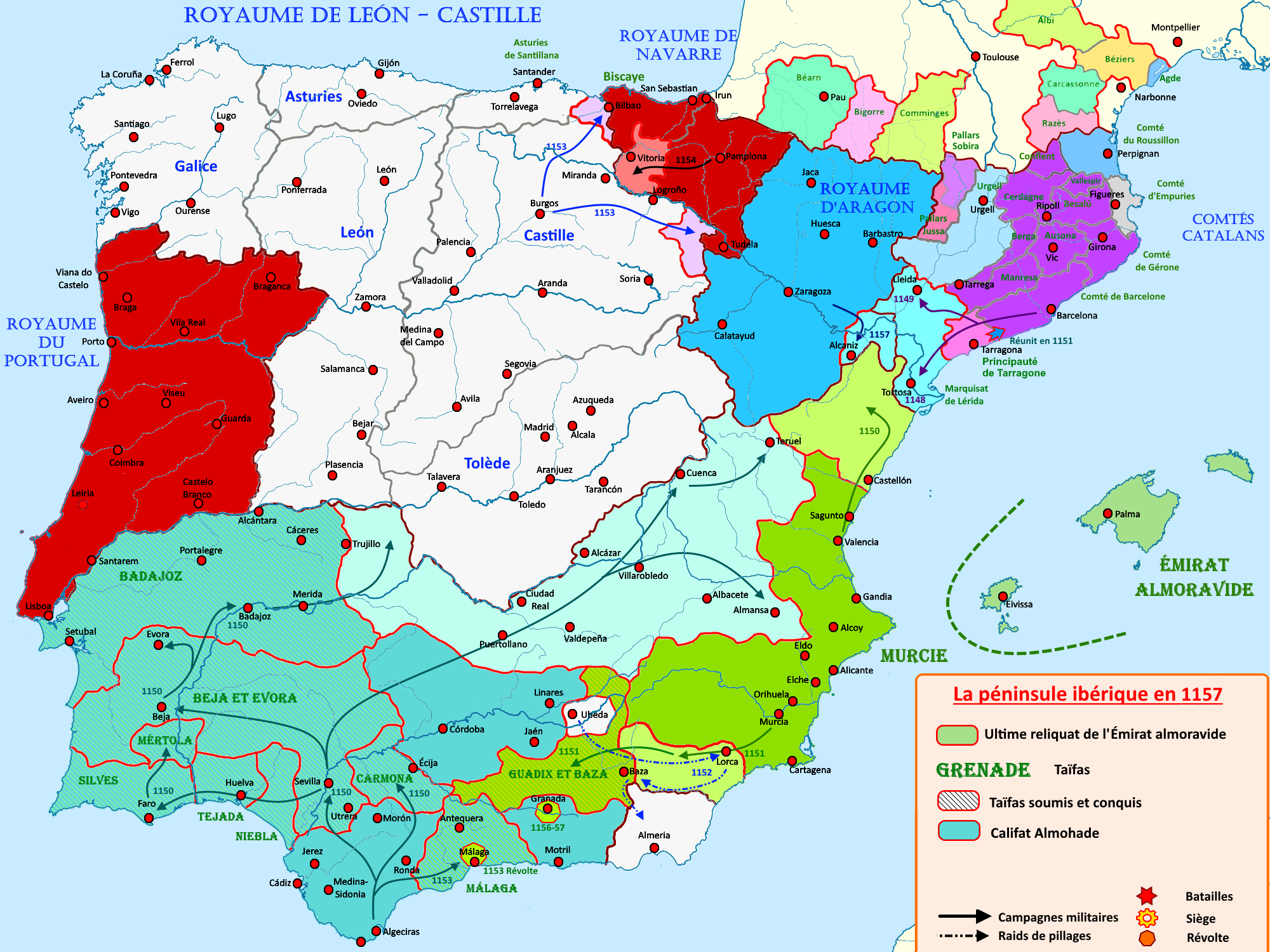
L'expansion de la Murcie de 1148 à 1157
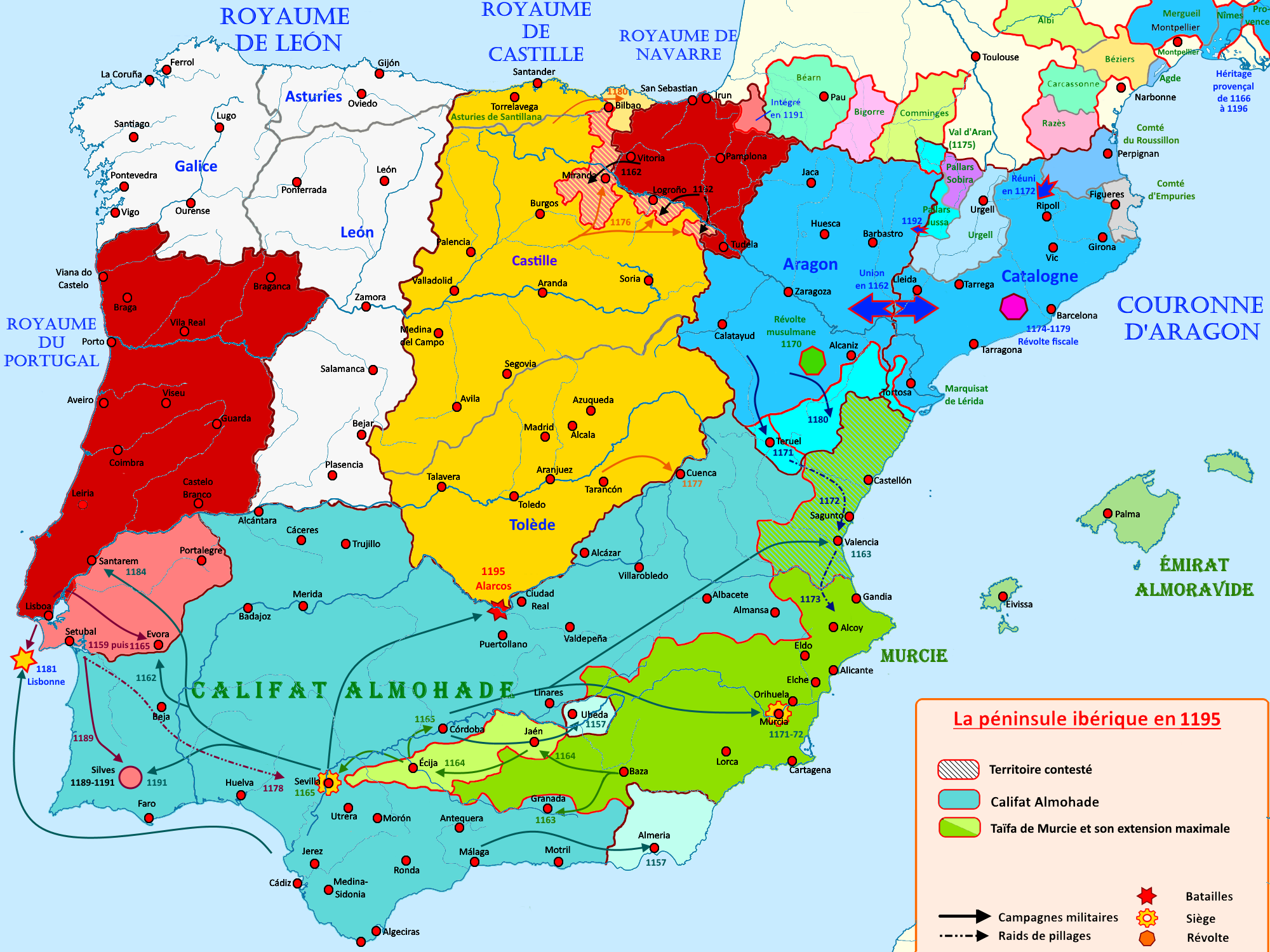
La fin de la Taïfa en 1172

### Assimilation castillane
En 1243, l'émir de Murcie signa la capitulation de Alcaraz, en acceptant un protectorat des royaumes de Castille et de León. Ainsi, Murcie gagna une forte alliance pour faire face aux Aragonais (de Jacques Ier) et aux gens de Grenade (de Ibn al-Ahmar). La Castille, en contrepartie, obtenait un accès à la Mer Méditerranée. Néanmoins, Jacques Ier d'Aragon installa comme grand amiral du royaume de Murcie, son fidèle lieutenant-gouverneur de Montpellier, Guillaume de Roquefeuil.
Sous le règne de Ferdinand III, et ensuite sous celui de son fils Alphonse X le Sage, entre les années 1243 et 1264, commença une étape prospère avec une coexistence pluriculturelle pacifique entre les chrétiens, les maures et les juifs.
En 1264, cette stabilité s'est vue battue en brèche quand les mudéjars murciens se lancèrent dans une révolte contre la Couronne de Castille, à cause de l'intolérance chrétienne face aux coutumes et traditions. La révolte fut étouffée en 1266, avec l'aide de la Couronne d'Aragon.

Après la révolte et jusqu'en 1272, le taïfa de Murcie se vit soumis à une répartition et une colonisation de la part de gens venus de toute la Péninsule et de certaines zones de l'Europe. Se sont formés des conseils du domaine royal (consejos de realengro) et des seigneuries laïques (señores seculares), qui ébauchaient ainsi les territoires municipaux actuels de la Région. La stabilité se vit favorisée par l'établissement des ordres militaires tels ceux de Santiago, en évitant ainsi les rébellions internes, les pirates de la côte et les affrontements sur la frontière avec  Grenade. Cette dernière frontière a été fortifiée avec des châteaux et des tours.

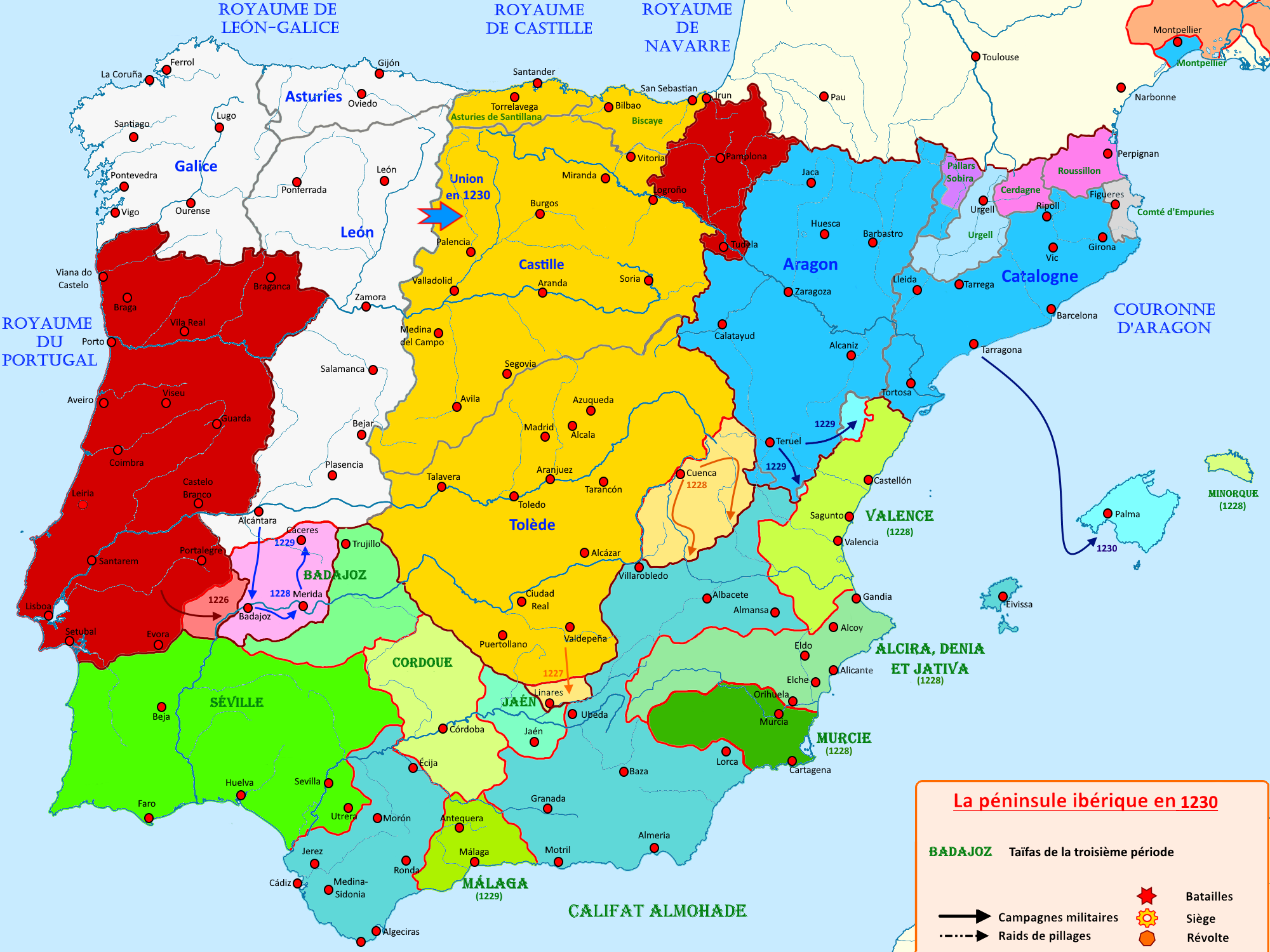
La taïfa de Murcie en 1230
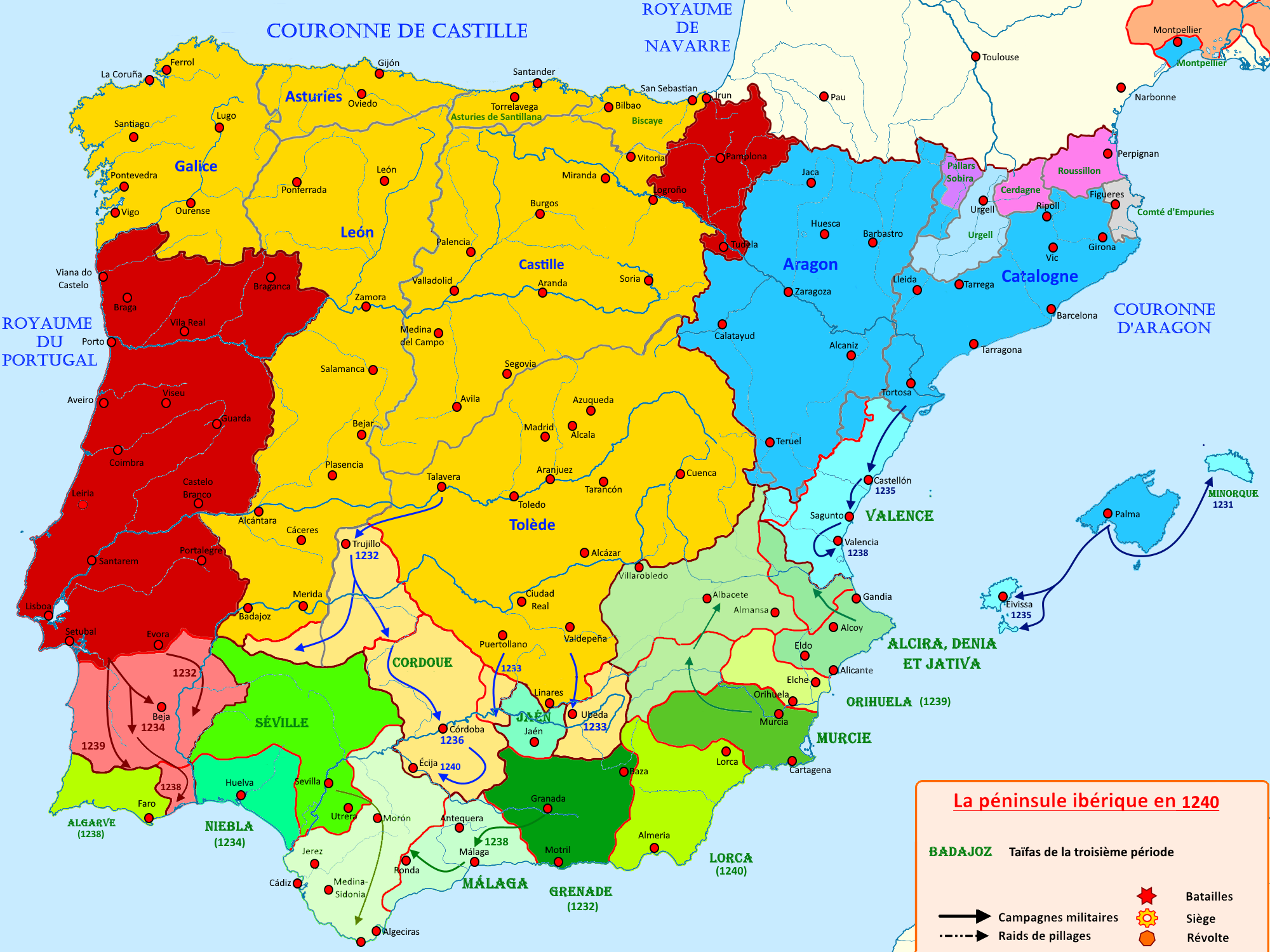
La taïfa de Murcie en 1240
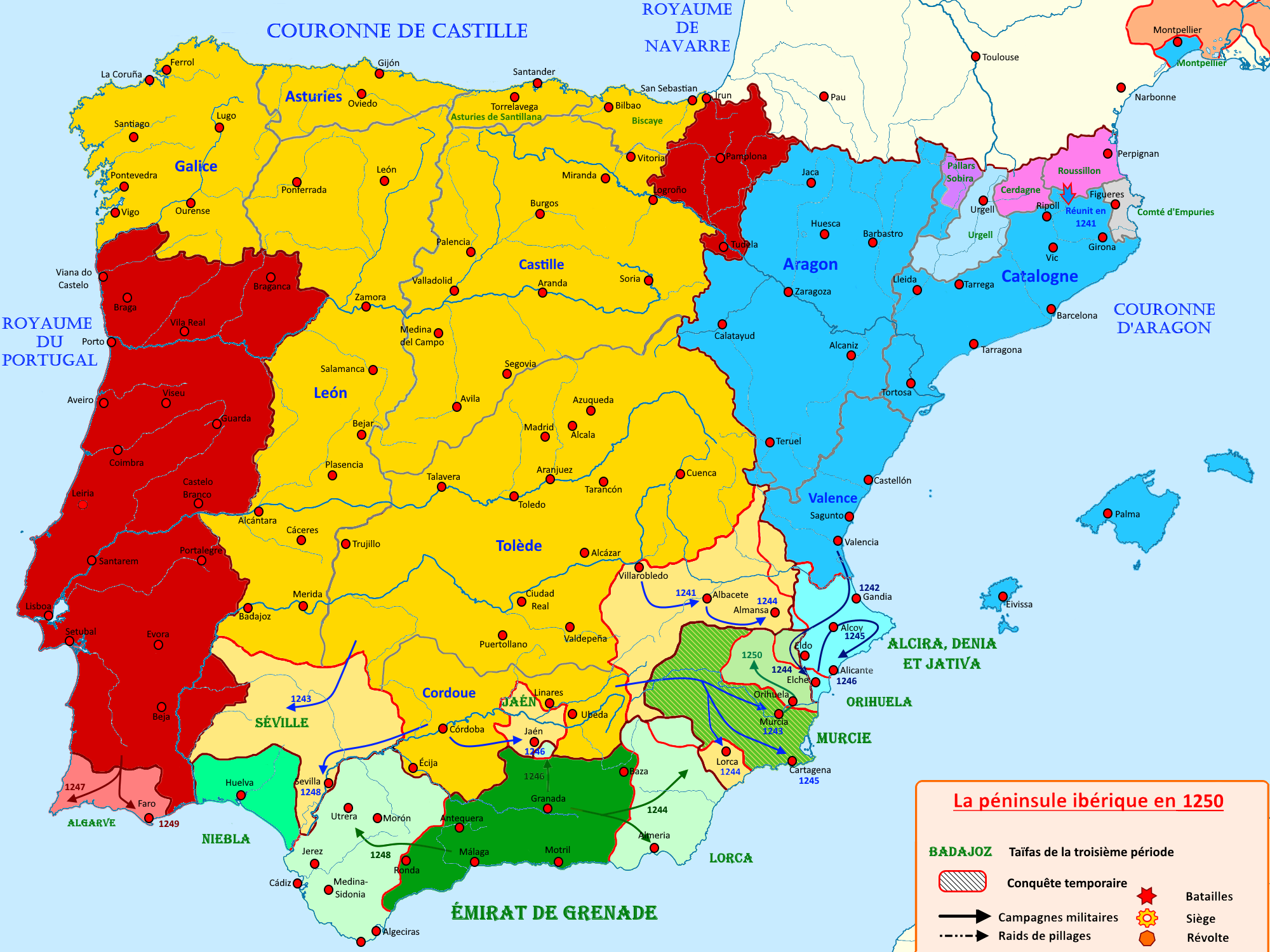
Le royaume de Murcie en 1250
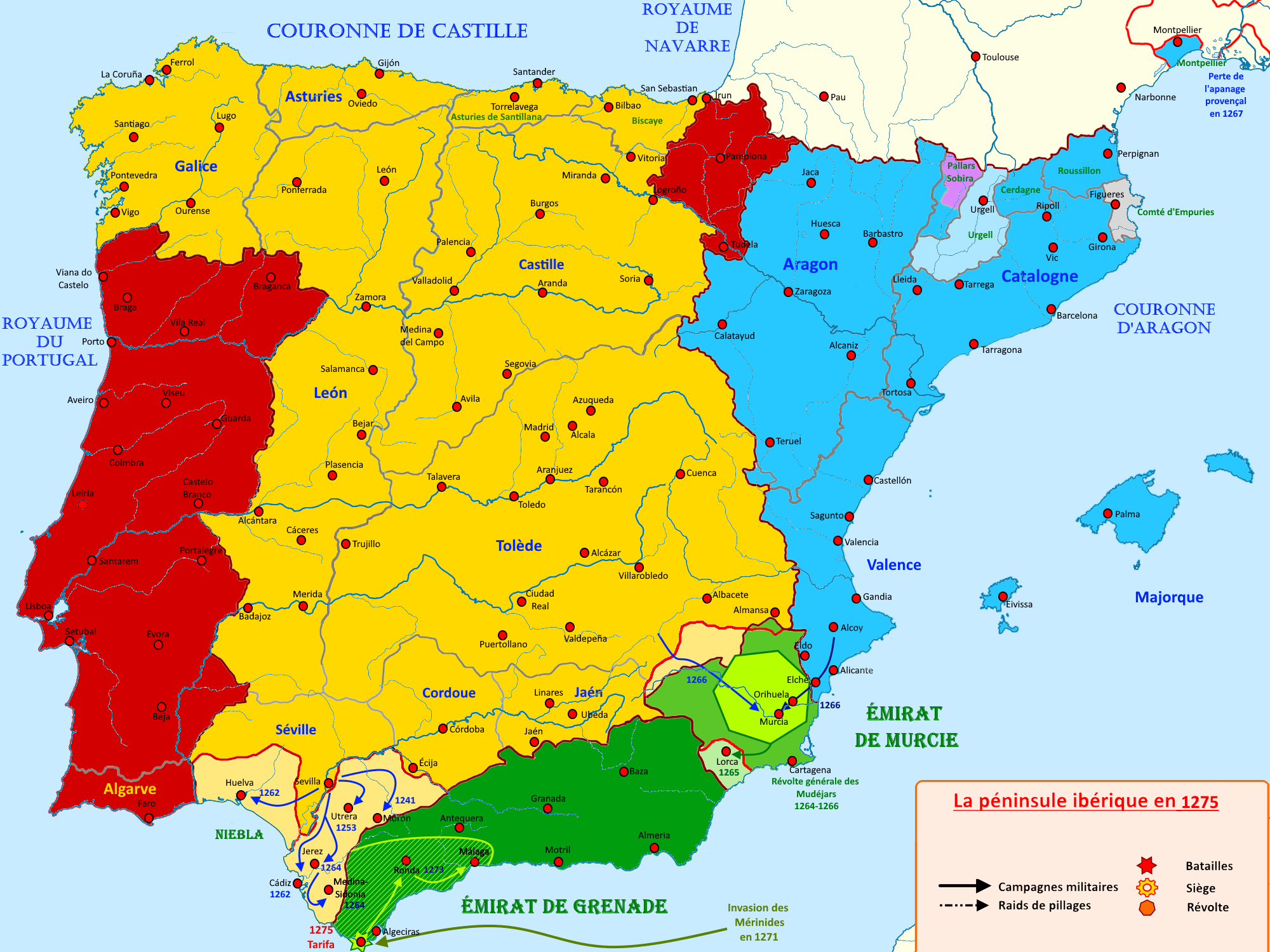
La révolte mudéjar 1264-1266

### Conquête aragonaise
Le roi Jacques II le Juste, d'Aragon entreprit la conquête du taïfa de Murcie en 1296 ; ce taïfa de Murcie lui était offert par Ferdinand de la Cerda en échange de son appui contre l'infant héritier du trône de Castille, Ferdinand IV.
Alicante fut conquise en avril, après une dure résistance du château de Santa Bárbara menée par son gouverneur Nicolás Pérez ; Jacques II prit ensuite Guardamar avec l'appui de la flotte, négocia avec Juan Manuel, seigneur d'Elche, poursuivant jusqu'à Orihuela et Murcie, qui capitulèrent, de même que le reste de la huerta de Murcie. Alhama de Murcia résista jusqu'en 1298.
La conquête se vit facilitée par une certaine partie de la population qui avait une de origine catalano-aragonaise ; il eut cependant l'opposition des garnisons castillanes des châteaux et celle de l'évêque de Cartagène. Une seconde campagne vers Murcie eut lieu en 1298, qui obtint l'occupation de Alhama de Murcia, et le 21 décembre 1300 capitulait Lorca. Tant la Castille que l'Aragon avaient besoin de la paix et elles signèrent le Traité de Torrellas (1304), rectifié par le Traité d'Elche (1305). Ces deux traités modifiaient définitivement les frontières entre la Castille et l'Aragon, fixées auparavant au Traité d'Almizra (1244). Étaient incorporées à la Couronne d'Aragon, concrètement le Royaume de Valence, les comarques de la vallée du Vinalopó, du Campo de Alicante et de la Vega Baja del Segura.

### Évolution postérieure
Devant la faiblesse de la monarchie, en cette époque finale du Moyen Âge, le royaume souffre de multiples troubles qui voient s'affronter les différentes familles nobles et le patriarcat urbain. Ce sont les Rois catholiques qui réussirent à mettre fin à cette instabilité et à rétablir l'ordre social.
Le royaume de Murcie joua un rôle clé dans la conquête du royaume de Grenade et, une fois conquis, beaucoup de gens de Murcie repeuplèrent les terres anciennement arabes.
Au début du XVIe siècle, la cité de Murcie était la plus peuplée du royaume avec approximativement dix mille habitants, suivie par Lorca, avec quasi cinq mille.
Une fois reconquise la Péninsule et après l'unification des Couronnes de Castille et Aragon, le royaume de Murcie entra dans une période de prospérité qui se traduisit par une augmentation notable de sa population. Les facteurs déterminants qui favorisèrent ce développement furent l'essor de l'industrie de la soie, les mines de Cartagène et Mazarrón et l'amélioration des exploitations agricoles.
En dépit de tout, il y eut quelques révoltes morisques qui se terminèrent par leur expulsion en 1609, à l'exception de ceux de la Valle de Ricote qui restèrent jusqu'en 1613. Un autre de problème fut la piraterie barbaresque, qui obligea Philippe II à construire diverses tours de vigie sur la côte et que l'on peut voir encore de nos jours.

## Limites territoriales
Le taïfa de Murcie possédait une extension bien plus grande que l'actuelle région de Murcie. 
Au début, on a maintenu les limites de l'antérieure Cora de Tudmir, mais postérieurement les frontières augmentèrent et diminuèrent irrégulièrement. Avec le règne de Ibn Hud, elles réussirent à atteindre Almería, Malaga, Ceuta et La Mancha. Ensuite, la taïfa de Murcie resta limitée à ce qui postérieurement sera le royaume de Murcie chrétien, lequel incluait:
- la région de Murcie actuelle.
- le sud de l'actuelle province d'Albacete : Albacete, Hellín, Almansa et Chinchilla.
- le sud de l'actuelle province d'Alicante : Alicante, Orihuela, Elche et la vallée du Vinalopó.
- la Sierra de Segura.

Cette extension occupait quelque 26 400 kilomètres carrés. Actuellement, la région de Murcie occupe un peu plus de 11 300 kilomètres carrés.